# Mitsunaga Hoshirō

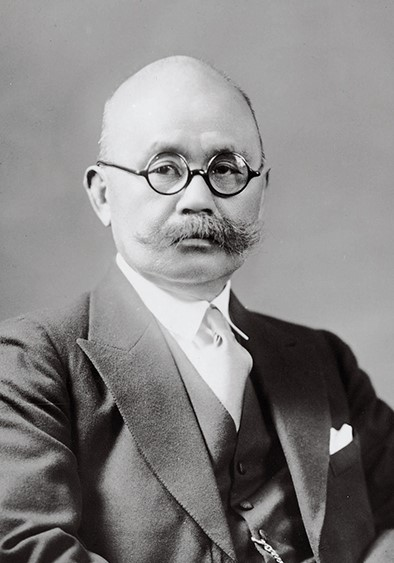
Mitsunaga Hoshirō

Mitsunaga Hoshirō (japanisch 光永 星郎; geboren 4. September 1866 im Landkreis Yashiro (八代郡) der Provinz Higo; gestorben 20. Februar 1945) gründete in Japan ein erfolgreiches Anzeigengeschäft und eine Nachrichtenagentur. 

## Leben und Wirken
Mitsunaga Hoshirō machte seinen Schulabschluss an der „Yūhi gakusha“ (有斐学舎), einer Schule für Schüler aus Kumamoto. Er beteiligte sich an der „Bewegung für Freiheit und Menschenrechte“ (自由民権運動, Jiyū minken undō). 1887 musste er auf Grund des „Hoan jōrei“ (保安条例), der „Bestimmungen zur inneren Sicherheit“, Tokio verlassen. Er wurde Mitarbeiter von „Ōsaka Kōron“ (大阪公論), Berichterstatter für die Zeitung „Ōsaka Asahi Shimbun“ (大阪朝日新聞) für Kyūshū und schloss sich 1890 der Zeitung „Ōsaka  Mainichi Shimbun“ (大阪毎日新聞) an.
Im November 1901 machte sich Mitsunaga mit der Gründung der Anzeigenfirma „Nihon Kōkuku Kabushiki Kaisha“ (日本広告株式会社) selbständig. Fünf Jahre später gründete er die „Dempō Tsūshin-sha“ (電報通信社), vereinigte aber beide Unternehmen schon im Jahr darauf, also 1907, zur „Nihon Dempō Tsūshinsha“ (日本電報通信社).
Während des Ersten Weltkriegs machte Dentsū durch schnelle und präzise Berichterstattung große Gewinne. Auch das Anzeigengeschäft entwickelte sich gut. Aber dann kam es 1931 zur Mandschurei-Krise. Die japanische Regierung erklärte daraufhin, es sei notwendig, die japanischen Informations- und Kommunikationsunternehmen zu einer staatlichen Nachrichtenagentur zu vereinen. Das beinhaltete auch den Zusammenschluss von Dentsū mit der konkurrierenden Nachrichtenagentur „Nippon Shimbun Union“ (日本新聞聯合社, Nippon Shimbun Rengo-sha). Mitsunaga zögerte, aber im Mai 1935 richtete die Gruppe zur Integrationsförderung ein Vorbereitungskomitee ein, das für den Zusammenschluss den Firmennamen „Dōmei Tsūshin“ (同盟通信) festlegte. Im November genehmigte der Kommunikationsminister die Gründung dieser Einrichtung. Mitsunaga trat schließlich am 1. Juni 1936 der Domei Tsushin Company bei.
Mitsunaga starb Anfang 1945. Die Wiederherstellung Dentsūs als privates Unternehmen nach Ende des Pazifikkriegs erlebte er nicht mehr.